# Capuava
Capuava è un distretto (distrito) della comune di Santo André, nello Stato di San Paolo in Brasile.